# Суецки провлак
Суецки провлак се нарича сухоземната връзка между Африка и Азия, която днес се намира на територията на Египет. Това е един от най-важните провлаци в географията на света. В най-тясната си част, между залива Ет Тина на Средиземно море и Суецкия залив на Червено море, той е широк 125 км – равно, пустинно поле с дюни и бархани. Приблизително по тази линия минава известният Суецки канал, който съкращава много комуникациите между Европа и Средния изток. Носи името си по град Суец (Suez), който се намира в южния му край.

## История
Провлакът е образуван в края на Миоцена с пропадането на района на Червено море. Макар че е изграден предимно от седиментни скали, провлакът не се поддава на разломни процеси, защото посоката им е през залива Акаба към Мъртво море. През праисторическо време именно оттук са преминали първите хора от Африка в Азия (Хомо Еректус). По-късно провлакът е бил схващан от древните египтяни като основна отбранителна линия спрямо азиатските нашественици. В неговия район се развиват редица ключови сражения като битката при Пелузиум (525 г. пр. н. е.) и при Ридани (1517). От 1859 до 1869 г. се строи Суецкият канал. През 1956 г. започва т. нар. Суецка криза, при която Израел, Великобритания и Франция се опитват да запазят контрола над канала, за който претендират и египтяните. В следващите години тук се родят редица военни конфликти от Близкоизточния конфликт.